# Carl Martin Reinthaler
Œuvres principales
Das Käthchen von Heilbronn
Carl Martin Reinthaler (né le 13 octobre 1822 à Erfurt, mort le 13 février 1896 à Brême) est un compositeur et chef d'orchestre allemand, chef du Bremer Domchor (de).

## Biographie
Reinthaler est le fils du théologien et directeur du Martinsstift Karl Christian Reinthaler et va au lycée royal d'Erfurt (de). Il reçoit sa première éducation musicale auprès d'August Gottfried Ritter (de). En 1841, il étudie la théologie et ensuite la musique avec Adolf Bernhard Marx à Berlin. De 1844 à 1849, il fait partie de l'Académie de chant de Berlin. En tant que boursier royal, il étudie de 1849 à 1853 à Paris et à Rome. En 1853, il reçoit un emploi au conservatoire de Cologne. Il termine alors son premier oratorio Jephta und seine Tochter.
De 1857 à 1893, il est à Brême en tant que directeur du conservatoire, organiste de la cathédrale et directeur de l'Académie de chant. Il réalise avec succès des œuvres orchestrales majeures. En 1868, il joue un rôle dans la répétition du Un requiem allemand de Johannes Brahms et laisse la direction des concerts à Brahms.
En 1868, il devient vice-président du association d'artistes de Brême (de). En 1872, il prend la direction du Bremer Domchor (de). Beaucoup de ses compositions sacrées révèlent que son modèle est Moritz Hauptmann, à l'opposé de Richard Wagner, mais il trouve quand même un langage musical idiosyncratique. Ses propres œuvres comme les opéras Edda (1874) et Das Käthchen von Heilbronn (1881) n'ont pas de succès. Dans les dernières années de sa vie, il doit utiliser un fauteuil roulant et il peut de moins en moins participer à la scène musicale.

## Œuvres (sélection)
- Jephta und seine Tochter, oratorio en deux parties, créé à Rome, 1852-1855
- Edda, opéra, Brême 1875
- Das Käthchen von Heilbronn, opéra, 1881
- Symphonie en ré majeur op. 12, Brême, 1862
- Œuvres pour chorale :
  - Fünf Lieder für gemischten Chor. op. 30, pour quatre voix
  - Fünf Sprüche und ein Weihnachtslied. op. 50. Brême
  - Eile, Gott, mich zu erretten. (psaume 70) pour 8 voix
  - Frohlocket mit Händen, alle Völker. (psaume 47) op. 18, pour deux chœurs de huit voix
  - Lobe den Herrn, meine Seele. (psaume 103) op.40 pour quatre voix
  - Lobet den Herrn, alle Heiden. (psaume 117) pour quatre voix
  - Meine Seele verlanget und sehnet sich. (psaume 42) pour quatre voix
  - Wenn der Herr die Gefangenen Zions. (psaume 126) pour cinq voix